# Enotria
L'Enotria era un'antica regione d'Italia meridionale, di difficile delimitazione, ma che sicuramente comprendeva le frange sud-orientali della Campania, la Basilicata e la Calabria, abitate dagli Enotri, fin dalla prima ondata di genti italiche indoeuropee.
Secondo una credenza comune, senza fondamento, Enotria deriva dal greco οἶνος (oînos, ‘vino’) a causa dei floridi e numerosi vigneti del territorio.

## Il territorio
Il Cilento, la Basilicata centrale e meridionale, la parte della odierna Calabria, delimitata a nord dal fiume Lao, ad est dall'altopiano della Sila, a sud dall'istmo di Catanzaro, ad ovest dal mar Tirreno, nel periodo dall'VIII al IV secolo a.C. fu chiamata Enotria dalla maggior parte degli scrittori del tempo. Molti autori antichi e moderni estendono il dominio degli Enotri su un territorio più vasto e/o diverso.
Mancando di approfondite e sistematiche indagini archeologiche, le contraddizioni emergenti da una documentazione letteraria alquanto frammentaria e manipolata, lasciano adito a più e diverse congetture circa l'esatta estensione e delimitazione territoriale della Enotria.
Dalla ipotesi più estensiva che colloca questo antico popolo dalla regione dello Stretto al golfo salernitano, a quella più ristretta sopra indicata, si possono individuare numerose altre posizioni intermedie o estreme, elaborando le indicazioni, più o meno documentate, date da alcuni scrittori a questa o quella città della regione.
Dionigi di Alicarnasso la descrive come una terra ottima per l'agricoltura e la pastorizia, scarsamente popolata, comunque amplissima.
Pur nella consapevolezza dell'interessante grado di civiltà raggiunto dagli abitatori dell'Italia meridionale prima della cosiddetta “colonizzazione storica” da parte dei Greci, appare improbabile che un solo popolo ed una sola organizzazione politica avesse potuto controllare e governare un territorio talmente vasto ed eterogeneo, ancora oggi diviso e disunito da comunicazioni carenti e difficili, tanto diverso per costumanze e tradizioni.
Lo stesso dominio sibarita, famoso ed eccezionale per estensione ed influenza, in un periodo successivo di più aperte e sicure vie di comunicazione, non raggiunse che un terzo dell'estensione voluta dalla ipotesi più ampia, e, in quel solo terzo, si estese su ben quattro popoli e venticinque città.
L'ipotesi qui indicata, invece, ben più si attaglia alle caratteristiche geo–morfologiche e politiche del territorio; è compatibile con un sistema organizzativo realizzabile in quei luoghi e in quei tempi; non contrasta con alcuna fonte letteraria o archeologica e lascia libero il campo di estensione dell'influenza culturale al di là dei confini tracciati.

## Le acque
L'Enotria fu ricca di sorgenti e di fiumi. L'acqua pura, scrosciante dalle viscere della roccia, fu per gli antichi un fattore importante per la nascita e lo sviluppo dei primi agglomerati umani. La possibilità di attingervi facilmente e continuativamente determinò la capacità di alcuni luoghi di assurgere a elevati livelli di insediamento. I fiumi, che rendevano fertili i campi, disponibile un copioso pescato, percorribile il territorio da monte a valle, costituivano una forte attrazione per livelli organizzativi sempre più alti e forti.
Il punto di confluenza di alcuni di essi rendeva il luogo strategico, costituiva elemento determinante di scelte insediative di sicuro prestigio.
Tra i maggiori corsi d'acqua il Tanagro (in Campania), il Sinni, l'Agri, il Salandrella-Cavone, il Basento e il Bradano (in Basilicata), il Crati, il Busento, il Neto, il Sibaris (Coscile), il Lao, il Muconio (Moccone), l'Ocinaron (Savuto), L'Esaro, l'Acheronte (in Calabria), descritti sin dall'antichità, conservando i nomi attuali quasi inalterati. I loro corsi, ripidi, impetuosi, profondi contrassegnavano un paesaggio governato da arcane forze, generato da divinità venerande quanto terrificanti. Il Crati, senz'altro il maggiore, era molto pescoso e aurifero, vantava la proprietà di curare l'ulcera ai vitelli e di schiarire i capelli (secondo Plinio da Teofrasto). Secondo Ovidio, lungo le sue rive fu sepolta Anna, sorella di Didone, venuta in questi luoghi dopo la morte della regina a causa della partenza di Enea da Cartagine. Probabilmente, almeno per un suo esteso tratto, era anche agevolmente navigabile.
Il Busento, pescoso anch'esso, tortuoso e rumoreggiante nei suoi anfratti oscuri e boscosi, aveva fama di scurire i capelli.
Il Muconio, che nasce dalla Sila e con rapido ed impetuoso corso affluisce nel Crati in territorio di Bisignano, molto più giù di Cosenza, fu conosciuto in antichità per le proprietà curative e la pescosità delle sue acque schiumose e aveva fama di giovare alla rapida crescita dei vitelli.
L'Acheronte, che insieme a tanti altri toponimi, a suffragio della tesi dell'origine arcadica degli Enotri o della tendenza dei greci di attribuire la toponomastica d'origine ai luoghi che ricordavano quelli della madrepatria, ripete quelli d'oltre Jonio in Tesprozia, fu famoso per la decisiva battaglia condottavi dai Bruzi e dai Lucani contro Alessandro il Molosso, che vi perì miseramente, confermando clamorosamente l'oracolo di Dodona.
Ad esso si danno numerose e diversissime localizzazioni, tra cui, con qualche attendibilità, quella dell'attuale Caronte di Mendicino. Quest'ultimo nasce con rami diversi dalle montagne, pregne di sorgenti, di Cocuzzo, vetta della catena costiera, in territorio della odierna Mendicino; i suoi tre rami principali (Mericano, Acronte e Caronte) si congiungono in località Merenzata (lato Mendicino) e Lacconi (lato Carolei); si immette, subito dopo il Ponte dei Granci, nel Busento, che, dopo breve tratto, ai piedi del colle Tenimento, accoglie le acque dello Jassa per perdersi, infine, nel Crati, cingendo Cosenza ai piedi del colle Pancrazio. Il suo corso è caratterizzato da gole profonde, strette valli segnate da paurosi appicchi di roccia, rupi maestose e minacciose, che ancora oggi mostrano intatta la loro formidabile fierezza; per lunghi tratti scorre sotterraneo, immergendosi nel fondo del suo letto o precipitando nei numerosi inghiottitoi carsici; caverne preistoriche abitate da tempi remotissimi, alture, pianori e colline frequentate dall'uomo in ogni tempo, caratterizzano le sue sponde.

## La montagna
Il sistema montuoso dell'Enotria è costituito a Nord dall'Appennino Lucano e Calabro-Lucano, di cui il massiccio del Pollino è il più imponente, ad Ovest dalla catena costiera calabra e ad Est dall'altopiano silano.
La Silva (Sila) e il monte Apollineo (Pollino), erano selve praticamente poco adatte ad accogliere sistemi urbani di qualche durata ed importanza. Certamente accoglievano “presidi” a guardia di importanti vie di comunicazione, per l'accoglienza stagionale della transumanza e per l'estrazione di pece e legname, oppure per celebrazioni religiose di carattere straordinario ed eccezionale. Comunque, le specifiche caratteristiche di impervietà e di inaccessibilità, ancora oggi riscontrabili in aree interne di esse, a quel tempo dovevano rappresentare ostacolo insormontabile, quantomeno, alla diffusione di sistemi di insediamenti estesi, continui, evoluti e urbanizzati.
L'area geografica di maggiore interesse e sviluppo “urbano” degli Enotri, popolo di montanari che resero fertile e abitata tutta la loro terra, fu, perciò, prevalentemente l'entroterra costiero e vallivo, caratterizzato, dalla parte del mare, da pochi e poco sicuri approdi alle foci del Savuto e del Lao, dalla parte del Crati, da colline ubertose, valli verdi e fertili, acque pure e copiose, luoghi facilmente abitabili e facilmente difendibili, naturalmente fortificati e disposti, in posizioni strategiche, a controllo delle vie di comunicazione, quasi creazione benigna di divinità propizie.
Al centro di essa, in posizione eccezionale, la cima di monte Cocuzzo, alta 1541 s. l. m., con la sua classica e mistica forma piramidale, archetipo della montagna, del luogo che ascende al divino, della casa del dio;“locus” residenza naturale di quelle forze, di quelle divinità prepotenti, “idea” primordiale del tempio e dell'immortalità.
Da quella cima era possibile dominare ad occhio nudo tutta questa parte di Enotria, controllarne tutte le vie di comunicazione, tutti gli insediamenti umani.
Limpida e netta nei giorni sereni, elevata su o tra un branco di nubi nei giorni di foschia, illuminata da raffiche di fulmini in quelli tempestosi, appariva, e appare tuttora, il riferimento certo e costante di chi, venendo da Sibari, ha appena superato le gole di Tarsia, oppure venendo da Velia ha appena svoltato Capo Palinuro, oppure si affaccia sul Crati dalle pendici della Sila, oppure ha appena risalito il Neto o il Savuto, oppure cerca la via dello Jonio provenendo dal golfo lametino, oppure naviga in ogni direzione il lungocosta tirrenico dal Cilento allo Stretto.
Ascendendo quella vetta era possibile contattare direttamente e propiziarsi qualsiasi divinità a presidio di quei luoghi e delle forze della natura.

## Le vie di comunicazione
Le maggiori vie di comunicazione del tempo furono condizionate, in maniera determinante, dalla difficile orografia dei luoghi; i fiumi, con le loro valli, ne indicavano i tracciati più agevoli e favorevoli. La valle del Crati rappresentava il percorso principale nord–sud, quelle del Neto, del Savuto, del Coscile e del Caronte. i più frequenti collegamenti est–ovest. Nel sistema gerarchico offerto naturalmente dal territorio, primeggiava, senza sostanziali alternative, l'asse longitudinale (il Crati); in senso trasversale, invece, sussistevano condizioni di maggiore omogeneità, con prevalenza della via dell'Esaro o Coscile a Nord, del Neto–Savuto o Neto–Acheronte a Sud.
Le trasversali sud richiedevano il controllo delle zone montagnose ed impervie della Sila, per cui risultavano condizionate dalla situazione politica del momento, a quel tempo contrassegnata da repentini sconvolgimenti. D'altra parte, le vie trasversali, istmiche, erano indispensabili al mantenimento ed allo sviluppo dei traffici mercantili dal Tirreno allo Jonio e viceversa. Si può quindi immaginare che la più importante via istmica Jonio–Tirreno del territorio enotrio fu quella che da Sibari risaliva il Crati fino all'odierna Cosenza, poi il Caronte fino al crinale montano, valicato il quale, discendendo il Catocastro, raggiungeva il Tirreno nei pressi di Amantea (Clampetia). Un'importante via che ricadeva, ineludibilmente, sotto il controllo di Pandosia e di monte Cocuzzo, che con la sua cima la indicava dall'inizio alla fine.